# Кейт Бівон
Кейт Бівон (англ. Kate Beavon, 17 квітня 2000) — південноафриканська плавчиня. Учасниця Чемпіонату світу з водних видів спорту 2017, де в попередніх запливах на дистанції 400 метрів вільним стилем посіла 27-ме місце і не потрапила до фіналу.